# Golfe de Boni
Le golfe de Boni est situé dans le Sud de l'île de Célèbes en Indonésie. Il est formé par les péninsules sud et sud-est de l'île. Il est limitrophe de la mer de Banda, dont il n'est pas une division. Dans l'Est du golfe, non loin des rives de Sulawesi du Sud-Est, se trouve un petit archipel, composé des îles Lambasina Besar, Padaramang (la plus grande), Maniang, Pelangi Kolaka et de plusieurs îlots.

## Géographie
L'Organisation hydrographique internationale définit les limites du golfe de Boni de la façon suivante :
- Au sud: Une ligne depuis l'ujung Bira (5° 37′ 21″ S, 120° 28′ 20″ E), à Célèbes, jusqu'à la pointe nord de pulau Kabaena (5° 03′ 20″ S, 121° 53′ 33″ E) et de là sur ce méridien jusqu'à la côte de Célèbes.